# Jagerleine
Die Jagerleine (auch Aufholer genannt) ist eine Hilfsleine in der Schifffahrt.
Ein Jagerleine ist so stark ausgelegt, dass mit ihr vom Seeschiff aus die schwere Schleppleine vom Schlepper (meist aus Stahldraht (Drahttrosse, Stahltrosse)) an Bord gezogen werden kann. Zum Festmachen wird vom Schiff zuerst eine leichte Wurfleine zum Schlepper geworfen. Diese Wurfleine ist jedoch nicht in der Lage, die schwere Schleppleine zu ziehen. Diese Aufgabe übernimmt dann die an die Wurfleine angeknotete Jagerleine, die dann die eigentliche, armdicke Stahltrosse überholt. 